# Renee Pornero

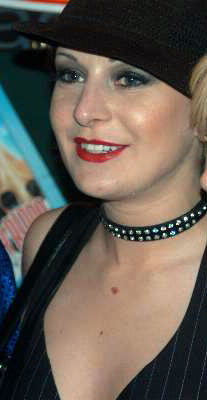
Renee Pornero (2005)

Renee Pornero (* 24. Oktober 1979 in Graz als Manuela Prietl) ist eine österreichische ehemalige Erotik- und Pornodarstellerin; sie trat unter anderem auch als Manu Babe, Manuela oder Rene Pornero auf.

## Leben
Schon während der Matura (HLW) begann Pornero, in der Pornobranche Fuß zu fassen. Das entsprechende Posing eignete sie sich in den vorangegangenen drei Jahren an, in denen sie als Model tätig war. Im Oktober 2001 nahm sie an einem Casting der Firma Videorama teil, um die Nachfolge von Gina Wild anzutreten. Sie wurde danach für einige Produktionen engagiert. Durch ihre zahlreichen Fernsehauftritte in Sendungen wie Wa(h)re Liebe erlangte Pornero schnell Bekanntheit.
Im November 2002 zog Pornero nach Los Angeles. Mittlerweile hat sie an über 200 Filmen mitgewirkt, die zum Großteil in den Vereinigten Staaten gedreht wurden und thematisch in das Genre des Gonzo-Films einzuordnen sind.
Häufig findet man sie auch in Fetisch-Produktionen, wo sie die Domina oder auch die Sklavin mimt. Zusätzliche Fans gewann sie durch ihre Hauptrolle in Vegetarierinnen zur Fleischeslust gezwungen Teil II (Regie: Andreas Bethmann alias  A. M. Bertucci / X-Rated).
Ihre Filmpartner waren neben vielen anderen Louisa Lamour, Conny Dachs, Nikita Denise, Steve Holmes, Katja Kassin, Katsuni, Taylor St. Claire, Steven St. Croix.
Seit 1999 ist Porneros offizielle Website online, zusätzlich betreibt sie einen Internetshop, über den sie unzensierte Filme sowie Sexspielzeug vertreibt. Am populärsten sind allerdings ihr Forum sowie ihr Weblog. Alle Webprojekte werden von Pornero persönlich gestaltet und administriert. Mittlerweile wohnt Pornero in Wien und arbeitet an eigenen Produktionen.
2006 spielte sie in dem Horrorfilm Exitus Interruptus – Der Tod ist erst der Anfang die Hauptrolle, bei dem Andreas Bethmann Regie führte, und 2008 in dessen Nachfolger Exitus II: House of Pain.
2005 gewann Pornero den Eroticline Award (vormals Venus Award) als Beste Darstellerin Europas. Im Jahr 2007 wurde sie erneut in der Kategorie „Beste Darstellerin Deutschland“ nominiert. Der 2007 veröffentlichte Film „Viennese“ war ihr Regiedebüt.
2008 gab sie die Beendigung ihrer Porno-Karriere bekannt.

## Filmografie
Schauspielerin:
- 2002: Teeny Exzesse 68: Kesse Bienen
- 2002–2003: Maximum Perversum 76: Harte Touren, 77: Arsch auf ich will kommen, 79: Sündiges Pflaster, 80: Versaut
- 2006: Exitus interruptus – Der Tod ist erst der Anfang
- 2008: Exitus II: House of Pain

Regisseurin:
- 2007: Viennese
- 2007: Sextape
- 2008: In Bed with Tyra
- 2009: Little Josefine

Drehbuchautorin:
- 2007: Viennese

Weitere Auftritte:
- 2005 Howard Stern (3 Folgen)
- 2003–2004: Wa(h)re Liebe (2 Folgen)

Archivmaterial:
- 2001: Das Beste aus Teeny Exzesse 8
- 2004: Magmas superheiße Star Revue
- 2005: Assfensive 3

## Auszeichnungen
- 2005: Eroticline Award – Beste Darstellerin Europa